# Мост на графитите
„Мост на графитите“ (на английски: Graffiti Bridge) е щатски рок мюзикъл от 1990 г., с участието на Принс (който е сценарист и режисьор на филма) в четвъртата му и последна филмова роля. Това е самостоятелно продължение на „Пурпурен дъжд“ (1984). Като предшественика си, той е придружен от едноименния саундтрак албум.